# Bariolage zone désertique
Le bariolage zone désertique (B.Z.D./Z.D.), plus couramment appelé camouflage Daguet, est un camouflage désertique utilisé par l'armée française. C'est la variante désert du bariolage théâtre européen.
Ses couleurs officielles sont, selon le document officiel NORMDEF 0001qui répertorie les couleurs officielles des forces armées françaises, les suivantes :
- beige clair « proche infrarouge » : #D3B18E
- marron moyen : #5B3D3A
- beige foncé « proche infrarouge » : #A29275

## Historique
Bien qu'il ait été introduit en 1989, ce modèle de camouflage de désert français est communément appelé « Daguet », car il est étroitement associé à l'opération Daguet, où les forces françaises l'utilisèrent pour la première fois. L'Armée de l'air ré-utilisa, pour la première fois depuis 1991, ce camouflage pour ses unités au sol en Afghanistan et au Tadjikistan. Il faudra attendre 2012 pour revoir ce camouflage au sein des unités de l'Armée de terre avec l'opération Épervier, au Tchad, puis avec l'opération Serval, au Mali en 2013.

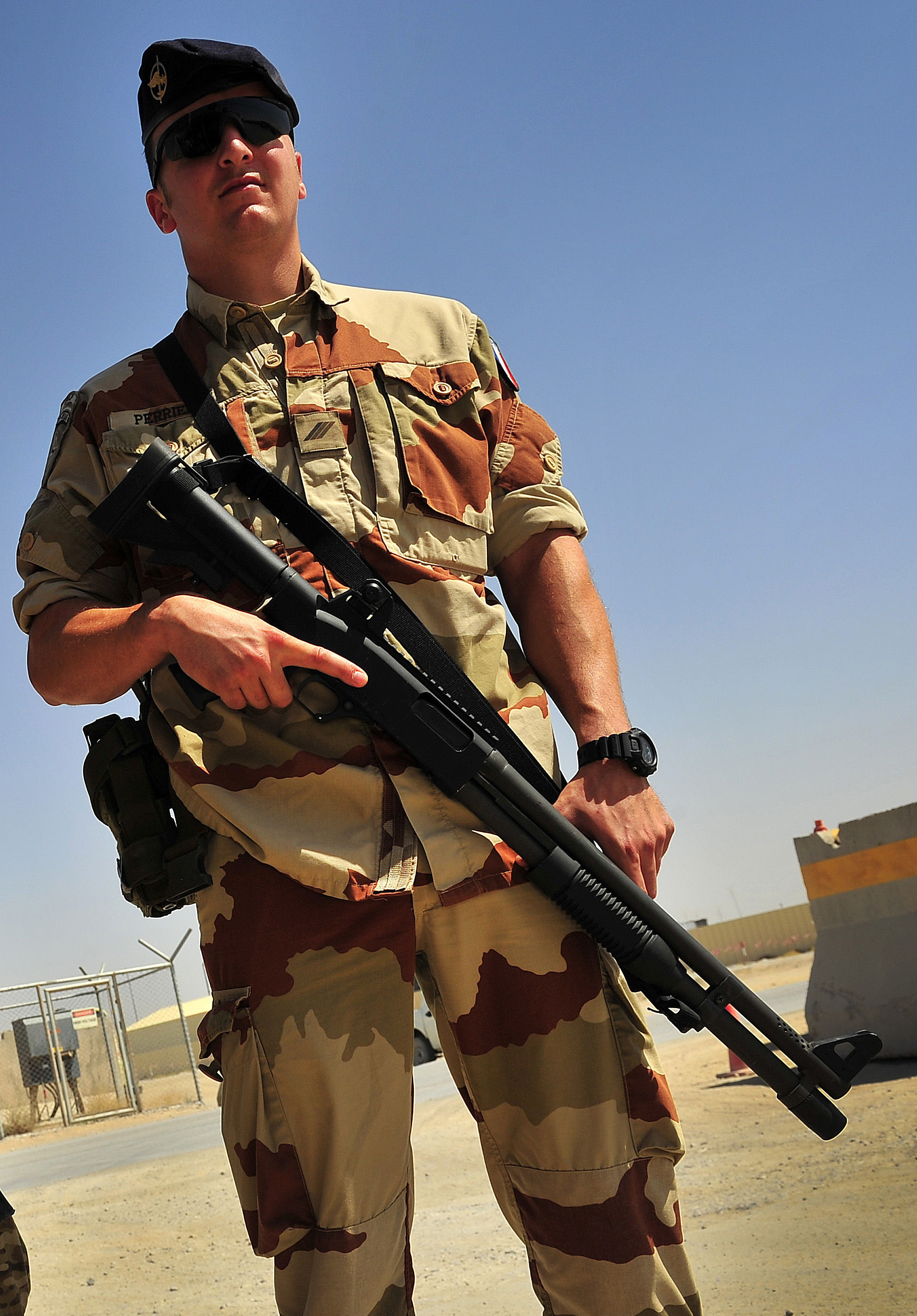
Fusilier commando de l'air en camouflage Daguet à l'Aéroport international de Kandahar, le 20 juin 2012.

Ce camouflage est utilisé sur les treillis nouvelle génération de l'Armée française, prévus pour les territoires africains : opérations Barkhane, Serval, etc.
Il est destiné à être remplacé par le bariolage multi-environnement à partir de 2024.

## Caractéristiques
Le camouflage Daguet est composé de trois couleurs (contre quatre pour le CCE), où le beige est majoritaire, avec de longues taches marron et vertes. Les formes sont plus étendues que sur le CCE.